# Осипов, Максим Ильич
Максим Ильич Осипов (род. 31 августа 1993, Ярославль) — российский хоккеист. Мастер спорта России (2023).

## Биография
Родился 31 августа 1993 года в Ярославле. На льду с 6 лет. Воспитанник школы ярославского «Локомотива». До 2010 года играл в основном за юниорские команды. Вместе с партнерами по команде «Локомотив»-93 Максим выиграл множество наград юношеского хоккея. Дебютировал в МХЛ в составе «Шерифа» в 2010 году, а в сезоне 2011/2012 в составе возрождаемого «Локомотива» — в ВХЛ. 
В 2023 году подписал односторонний контракт с «Автомобилистом» до 31 мая 2025 года.

## Статистика
| Легенда | Легенда                    | Легенда | Легенда                   | Легенда | Легенда    |
| ------- | -------------------------- | ------- | ------------------------- | ------- | ---------- |
| И       | Количество проведённых игр | Штр     | Штрафное время            | +/−     | Плюс-минус |
| Г       | Голы                       | П       | Голевые передачи          | О       | Очки       |
| -       | Статистика неизвестна      | —       | Статистика не учитывалась |         |            |